# Thập niên 960 TCN
Thập niên 960 TCN hay thập kỷ 960 TCN chỉ đến những năm từ 960 TCN đến 969 TCN.

## Sự kiện
967 TCN - Tiglath-Pileser II trở thành Vua của Assyria .
967 TCN - Solomon trở thành vua của Israelites . 
965 TCN - David , vua của Israelites cổ đại , qua đời.

## Sinh
Ashur-Dan II , vua của Assyria , được sinh ra (ngày gần đúng).
Jereboam , vua của Israel , được sinh ra (ngày gần đúng).
Rehoboam , vua của Judah , được sinh ra (ngày gần đúng).

## Mất
967 TCN: Ashur-resh-ishi II
965 TCN: Chu Chiêu vương , David
961 TCN: Trần Thân công